# Ділан Карлсон
Ділан Карлсон (англ. Dylan Carlson; нар. 12 березня 1968, Сієтл, Вашингтон, США) — американський музикант, найвідоміший як лідер та єдиний постійний учасник гурту Earth.

## Біографія
Народився в родині співробітника Міністерства оборони США; сім'я часто переїжджала з місця на місце. У 15 років вирішив стати рок-музикантом під впливом таких гуртів, як Molly Hatchet, AC/DC і Black Sabbath. Крім перерахованих, на творчість Карлсона надали такі музиканти, як Ла Монте Янг і Террі Райлі. В 1989 році створив гурт Earth; тоді ж почав співпрацювати з Куртом Кобейном. Відома як людина, що купила рушницю, яку Кобейн використав для здійснення самогубства.